# Dinobothrium
Dinobothrium is een geslacht van lintwormen (Cestoda). Het zijn parasieten van vissen.
Het geslacht wordt tot de familie der Phyllobothriidae gerekend. Het werd in 1889 gecreëerd door Pierre-Joseph van Beneden na de morfologische studie van een onvolgroeide lintworm aangetroffen in een haringhaai (Lamna cornubica) gevangen door Oostendse vissers. Hij noemde die Dinobothrium simile. De naam van deze typesoort werd later veranderd in Dinobothrium septaria.
Tot 1922 was dit de enige soort in het geslacht. In 1922 beschreef de Amerikaan Edwin Linton twee nieuwe soorten, D. plicitum (parasiet van de witte haai Carcharodon carcharias) en D. planum (parasiet van de reuzenhaai Cetorhinus maximus). De status van D. plicitum was onzeker; Woodland (1927) en Perrenoud (1931) beschouwden ze als een synoniem van D. septaria.
In 1952 vond Yamaguti D. planum in de ingewanden van de reuzenhaai in Japan, en bracht de soort onder in het nieuwe geslacht Gastrolecithus als Gastrolecithus planus (Linton, 1922).

## Soorten
Volgende Dinobothriumsoorten zijn beschreven:
- Dinobothrium humile Euzet, 1952
- Dinobothrium keilini Sproston, 1948
- Dinobothrium paciferum Sproston, 1948
- Dinobothrium planum Linton, 1922
- Dinobothrium plicatum (Linton, 1922)
- Dinobothrium septaria (P.-J. Van Beneden, 1889)
- Dinobothrium spinosum Baylis, 1950
- Dinobothrium spinulosum Yamaguti, 1952